# Епархия Итапипоки
 Епархия Итапипоки  (лат. Dioecesis Itapipocana) — епархия Римско-Католической церкви с центром в городе Итапипока, Бразилия. Епархия Итапипоки входит в митрополию Форталезы. Кафедральным собором епархии Итапипоки является церковь Пресвятой Девы Марии.

## История
13 марта 1971 года Римский папа Павел VI издал буллу «Qui summopere», которой учредил епархию Итапипоки, выделив её из архиепархии Форталезы и  епархии Собрала.

## Ординарии епархии
- епископ Paulo Eduardo Andrade Ponte (25.06.1971 — 20.03.1984)
- епископ Benedito Francisco de Albuquerque (4.01.1985 — 25.05.2005)
- епископ Antônio Roberto Cavuto (25.05.2005 — по настоящее время)

## Источник
- Annuario Pontificio, Ватикан, 2007